# Шелін (метеорит)
Шелін (Schellin, також Skalin) — кам'яний метеорит, що впав 11 квітня 1715 року в тодішньому Королівстві Пруссія в селі Шелін (нині Скалін у Польщі).
Метеорит впав 11 квітня 1715 року, о 16:00 за місцевим часом, приблизно в 1 німецькій милі (7,5 км) на південний захід від Старгарда. Падіння спостерігали пастухи, які пасли худобу в полі. Вони ж викопали з землі камінь розміром з людську голову і схожий на череп. Падіння метеорита супроводжувалося звуком, схожим на три гарматні постріли, і шумом, схожим на звук важкого воза, який волочився по бруківці. Камінь зарився у пісок на глибину приблизно 40 см. За кілька кілометрів знайшли ще один екземпляр розміром з «гусяче яйце». Загальна маса знайденого матеріалу метеорита склала близько 10 кг.